# Николаев, Владимир Васильевич (фармаколог)
Владимир Васильевич Николаев (1871—1950) — российский и советский фармаколог, профессор МГУ, заслуженный деятель науки РСФСР.

## Биография
Владимир Николаев родился 1 февраля 1871 года в Задонске. Окончил гимназию в Воронеже, затем в 1895 году — медицинский факультет Казанского университета. Со студенческих времён занимался научной работой, свою первую статью опубликовал в 1893 году.
После окончания университета Николаев работал лаборантом на кафедре фармакологии Казанского университета, затем стал там же приват-доцентом и заведующим фармакологической и фармацевтической лабораториями. С 1907 года заведовал кафедрой фалмакогнозии и фармации, а с августа 1915 года был экстраординарным профессором по той же кафедре. Активно занимался общественной деятельностью, был учёным секретарём Казанского общества невропатологов, членом Казанского общества врачей, создателем и руководителем Казанского научного общества фармацевтов.

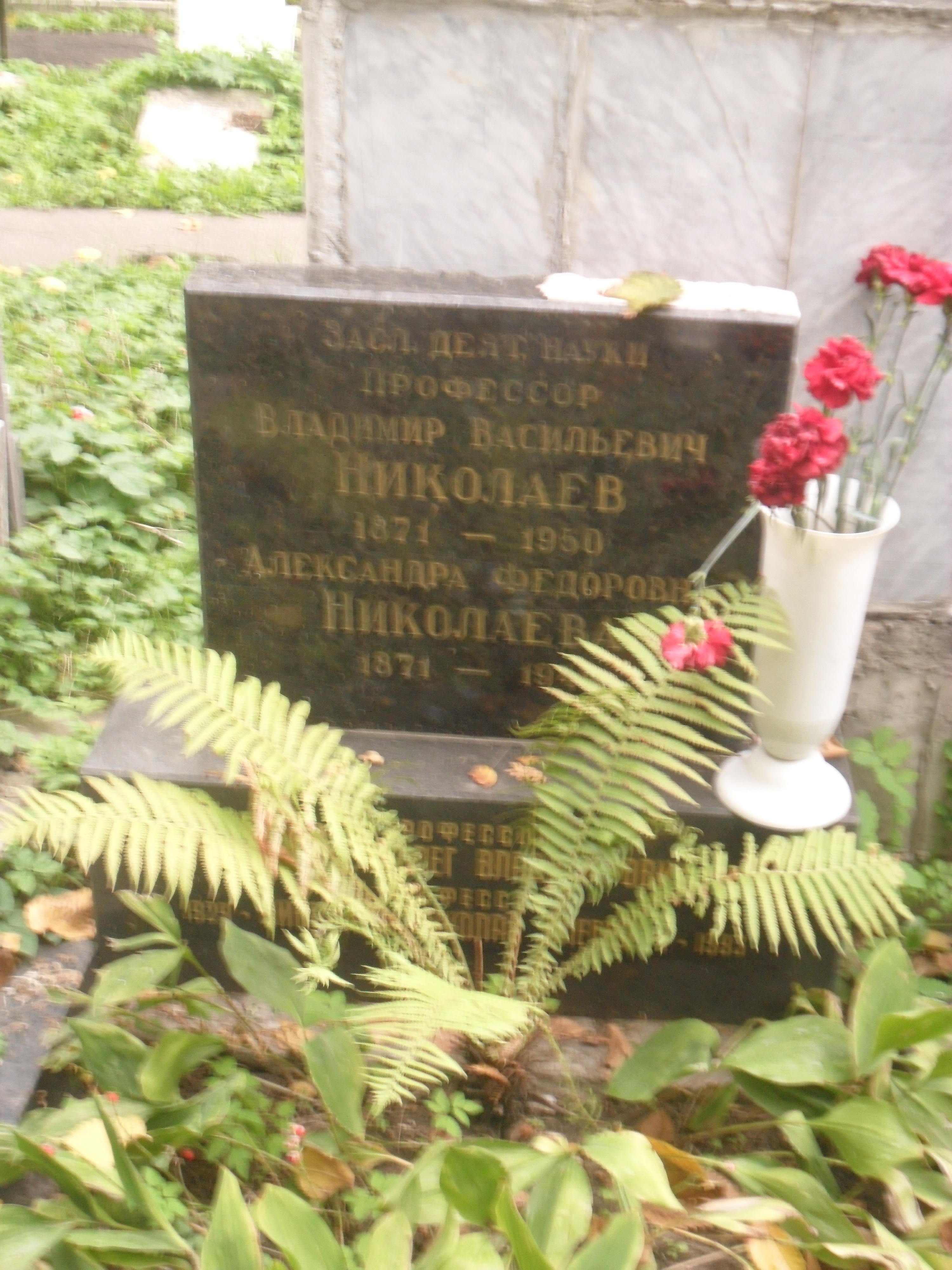
Могила Николаева на Новодевичьем кладбище Москвы.

С декабря 1921 года Николаев проживал в Москве, преподавал на медицинском факультете МГУ и после преобразования в 1-м Медицинском институте им. И. М. Сеченова, кроме того, явился организатором кафедр фармакологии в ряде других вузов СССР. С 1945 года также руководил фармакологическим отделом ВНИИ лекарственных растений, Являлся автором более 350 научных статей. Под его руководством было защищено более 20 диссертаций. Открыл двухнейронный путь передачи импульсов из сердца, заложил основы нового направления фармакологии — биофармации. За заслуги в научной работе ему было присвоено звание заслуженного деятеля науки РСФСР.
Скончался 4 февраля 1950 года, похоронен на Новодевичьем кладбище Москвы.
Был также награждён орденом Трудового Красного Знамени (30.10.1945) и рядом медалей.